# Alexandre Deschapelles
Alexandre Louis Honoré Lebreton Deschapelles (7. března 1780, Ville-d'Avray – 27. října 1847, Paříž) byl francouzský šachový mistr, považovaný po smrti Verdoniho roku 1804 za nejlepšího světového hráče.
Deschapelles byl povoláním voják, stal se generálem a v napoleonských válkách přišel roku 1794 v bitvě u Fleurus o pravou ruku. Po roce 1815 se již věnoval jen šachu, biliáru a whistu. Svou šachovou slávu získal v Café de la Régence, kde vyhrál řadu partií o značné finanční sázky, přičemž svým soupeřům dával zpravidla výhodu předem.
Roku 1821 uspořádal Deschapelles v Saint-Cloud nedaleko Paříže turnaj, ve kterém se střetl se skotským hráčem Johnem Cochranem a se svým žákem La Bourdonnaisem. Dle svého zvyku poskytl svým soupeřům výhodu, tentokrát to byl pěšec na sloupci f a dva tahy. Zatímco Cochrana Deschapelles bez problémů porazil 6:0 (=1), se svým stále lepšícím se žákem prohrál 1:6 (dlužno poznamenat, že La Bourdonnais porazil také Johna Cochrana, a to v poměru 7:0). Po své porážce Deschapelles na šachy nadlouho zanevřel, veřejně prohlásil La Bourdonnaise za svého nástupce a věnoval se jen biliáru a karetním hrám. Roku 1836 pak po téměř patnáctileté přestávce dokázal remizovat 1:1 (=1) se Saint-Amantem a roku 1842 jej dokonce porazil 3:2.